# Max Brito
Max Brito (Abidjan, 8 aprile 1971 – 19 dicembre 2022) è stato un rugbista a 15 ivoriano, di ruolo ala, partecipò alla Coppa del Mondo di rugby 1995 con la nazionale della Costa d'Avorio. A seguito di un infortunio durante la manifestazione in Sudafrica, è rimasto tetraplegico.

## Biografia
Max Brito è nato ad Abidjan ma si trasferì in Francia dove iniziò la carriera rugbistica al Biscarrosse Olympique ed esercitando la professione di elettricista. Nel 1995 fu convocato per la prima storica partecipazione della nazionale della Costa d'Avorio alla Coppa del Mondo di rugby in Sudafrica.
Fece l'esordio con la maglie degli Elefanti nella partita dei gironi con la Scozia subentrando dalla panchina. Partì titolare nelle altre due sfide con Francia e Tonga.
Infausta fu la partita con gli isolani; infatti dopo pochi minuti di gioco Brito fu placcato da Inoke Afeaki e coinvolto nella successiva ruck. Avendo riportato una frattura vertebrale fu costretto ad uscire dal campo in barella e portato in ospedale ma nonostante le operazioni rimase paralizzato. Brito ricevette il supporto dei giocatori impegnati nel torneo e Damian Hopley, presidente della Professional Rugby Players Association aprì il dibattito sulla salute dei giocatori.
Dopo l'incidente ha vissuto a Bordeaux fino al decesso, avvenuto nel dicembre 2022 all'età di 51 anni.